# 6

## Události
- Římský legát Quirinius jmenoval židovským veleknězem Annáše.

## Hlava státu
- Římská říše – Augustus (27 př. n. l. – 14)
- Parthská říše – Oródés III. (4–6/7)
- Kušánská říše – Heraios (1–30)
- Čína, dynastie Chan (206 př. n. l. – 220 n. l.) – Žu-c´-jing (6–8)
- Markomani – Marobud (?–37)